# Friedrich von Busse (Politiker)
Friedrich Ernst von Busse (* 14. August 1828 in Harzgerode; † 28. Mai 1916 in Zschortau) war ein konservativer deutscher Politiker und Mitglied des Reichstages.

## Herkunft
Friedrich entstammt der am 3. September 1811 in den Adelsstand erhobenen Familie Busse. Er war der Sohn des anhaltischen Bergkommissionsrats Friedrich Rudolf von Busse (* 16. September 1787; † 16. Mai 1849) und dessen Ehefrau Friederike Wilhelmine Katharina, geborene Kirchhoff (* 19. Mai 1799; † 14. Dezember 1878). Sein Großvater war der Mathematiker Friedrich Gottlieb von Busse.

## Leben und Wirken
Busse besuchte das Pädagogium in Halle (Saale) und anschließend die Artillerie- und Ingenieur-Schule in Berlin. Seine Militärlaufbahn begann er 1849 als Leutnant, wurde 1858 in das Gardekürassier-Regiment versetzt und diente 1870/71 während des Krieges gegen Frankreich als Kommandeur der Ersatzeskadron des Altmärkischen Ulanen-Regiments Nr. 16 in Salzwedel. Durch seine Heirat 1858 wurde er Gutsbesitzer und wählte unter seinen Rittergütern Zschortau und Nischwitz ersteres 1862 als Wohnsitz. Er war seit 1896 für zwanzig Jahre Vorsitzender der landwirtschaftlichen Kreisvertretung der Kreise Bitterfeld und Delitzsch. Zuvor war er in gleicher Position seit 1869 für den landwirtschaftlichen Verein der Kreise Bitterfeld und Delitzsch, welcher der Kreisvertretung untergeordnet war, tätig und wurde nach dem Ausscheiden aus diesem Amt zum Ehrenpräsidenten. Von 1896 bis 1911 stand er als Präsident der Landwirtschaftskammer der Provinz Sachsen vor. Weiterhin war er Kreisdeputierter.
Von 1871 bis 1874 wurde er in den Reichstag gewählt. Dorthin war er vom Wahlkreis Regierungsbezirk Merseburg 3 (Delitzsch-Bitterfeldt) entsandt worden. Im Reichstag gehörte er den Konservativen an. Eine zweite Wahl in den Reichstag scheiterte. 1881 bis 1889 gehörte Busse dem preußischen Landtag an.

## Familie
Er heiratete am 6. Mai 1858 Henriette Auguste von Laffert (* 15. November 1836; † 11. Februar 1869). Das Paar hatte mehrere Kinder:
- Friedrich Adolf Hermann (* 13. März 1859), Landrat in Delitzsch ⚭ 1890 Marie Eva Klamroth (* 14. April 1870)
- Siegfried Hermann Theodor (* 22. Oktober 1866), Major ⚭ 1895 Elsa Ulrike Ottilie Valerie Olga von Ruperti (* 25. Dezember 1873)
- Emma Eleonore Wilhelmine Emilie Henriette (Etta) (* 11. Januar 1869) ⚭ 1897 Freiherr Kurt von Oldershausen, Major

Nach dem Tod seiner Ehefrau heiratete Friedrich am 18. Oktober 1875 Hertha Luise von Rabenhorst (1847–1923), eine Tochter des sächsischen Kriegsministers Bernhard von Rabenhorst. Mit seiner zweiten Frau hatte er einen Sohn und eine Tochter:
- Herta Wilhelmine Luise Helene (* 28. Dezember 1876)
- Friedrich Hans Bernhard (* 27. August 1879), wurde Pflanzer in Ostafrika Kilole, Tanga (Kikombo (Bez. Mpapua))
- Friedrich Adolf Leopold (* 6. September 1881), wurde Besitzer der Pflanzung Matope in Ostafrika